# Athyrtis salvini
Athyrtis salvini är en fjärilsart som beskrevs av Anton Srnka 1884. Athyrtis salvini ingår i släktet Athyrtis och familjen praktfjärilar. Inga underarter finns listade i Catalogue of Life.